# Субаши
Субаши — у Османській імперії — чиновник, який виконував обов'язки начальника поліції в містах, в тімарі — один із представників військово-адміністративної влади в санджаку.
Субашлик — володіння, посада субаши.